# Breilried
Breilried ist ein mit Verordnung des Regierungspräsidiums Tübingen vom 26. Mai 1981 ausgewiesenes Naturschutzgebiet mit der Nummer 4.089.

## Lage
Das Naturschutzgebiet befindet sich im Naturraum Obere Gäue. Es liegt etwa 1000 Meter südöstlich des Stadtteils Trillfingen der Stadt Haigerloch und 100 Meter südlich des Naturschutzgebiets Salenhofweiher. Es ist Teil des FFH-Gebiets Nr. 7619-311 Gebiete zwischen Bisingen, Haigerloch und Rosenfeld.

## Schutzzweck
Laut Verordnung ist der wesentliche Schutzzweck die Erhaltung des in einer Gipskeuper-Doline entstandenen Riedes mit seinen typischen Tier- und Pflanzengesellschaften sowie die Bewahrung der waldgeschichtlich außerordentlich bedeutenden Torfablagerungen.

## Flora
Besondere Schutzwürdigkeit erlangt das Gebiet durch das reiche Vorkommen der Faden-Segge. Im Neckarland und Albvorland findet sich diese Seggenart nur noch an ganz wenigen Standorten.